# تازه‌کند لنگان
تازه‌کند لنگان یک روستا در ایران است که در استان اردبیل واقع شده‌است. تازه‌کند لنگان ۳۰ نفر جمعیت دارد.